# Гилберт, Анна
Анна Гилберт (Anna C. Gilbert) — американский математик, специалист в области математического анализа, теории вероятности, дискретной математики, теории алгоритмов.
Доктор философии (1997), профессор Мичиганского университета.
Окончила Чикагский университет (бакалавр математики). В 1993 году принималась в Phi Beta Kappa. В 1997 году в Принстоне получила степень доктора философии по математике. В том же 1997 году постдок в Йеле и AT&T. С 1998 по 2004 год сотрудница AT&T. Ныне именной профессор (Herman H. Goldstine Collegiate Professor) Мичиганского университета. Имеет ряд патентов.
Награды и отличия
- Стипендия Слоуна (2006—2008)
- NSF Career Award[англ.] (2006)
- NAS Award for Initiatives in Research[англ.] (2008)
- Douglas Engelbart Best Paper Award[англ.] (2008)
- EURASIP[англ.] Signal Processing Best Paper award (2010)
- SIAM[англ.] Ralph E. Kleinman Prize (2013)